# 上代真希
上代 真希（かみだい まき、1984年3月14日 - ）は、ライムライトに所属するフリーアナウンサーである。

## 人物
香川県立丸亀高等学校を経て香川大学経済学部を卒業後、2006年にNHK高松放送局の契約キャスターとなる。大学在学中の2004年には、KSB・FM香川アナウンススクール高松校を卒業している。
高松局での4年間は夕方の地域情報番組を担当した。2010年からの2年間はNHK松山放送局の契約キャスターとして、同様に地域情報番組を担当した。2011年には『お元気ですか日本列島』で全国放送にレギュラー出演した。松山局との契約が終わった2012年に上京し、『NHK BSニュース』などNHK BS1の報道番組を中心に出演した。
2018年3月をもって『NHK BSニュース』を降板したのち、2019年1月に男児を出産したことをインスタグラムにて公表した。

## 現在の担当番組
- FMヨコハマ「ニュースアナウンサー」

## 過去の担当番組
- ゆうどき香川がいっぱい （総合テレビ、2006年度）
- 笑ってうたって しあわせ家族 （総合テレビ）
- ゆうどき香川ニュース610 （総合テレビ、2007年度から2009年度）
- おはようえひめ （総合テレビ、2010年度）
- いよ×イチ （総合テレビ、2011年度）
- おはよう四国 （総合テレビ）
- お元気ですか日本列島 - 四国のニュース・話題 （総合テレビ、2011年4月19日 - 2012年3月19日）
- BS列島ニュース （BS1、2012年4月12日から番組終了）
- 月刊!ジョセイメセン[5] （BS1、2017年4月29日・6月25日・7月30日）
- NHK BSニュース （BS1、2012年4月3日 - 2018年3月30日）

## ＣＭ
- アサヒグループ食品　「カルピス健康通販　骨こつケア」(２０２４年)